# Abadia de Solhac
L'abadia de Santa Maria de Solhac (o de Souillac en francès) està situada a la comuna de Solhac al departament francès de l'Òlt (Occitània). La mateixa abadia fou l'origen del nucli habitat.

## Història

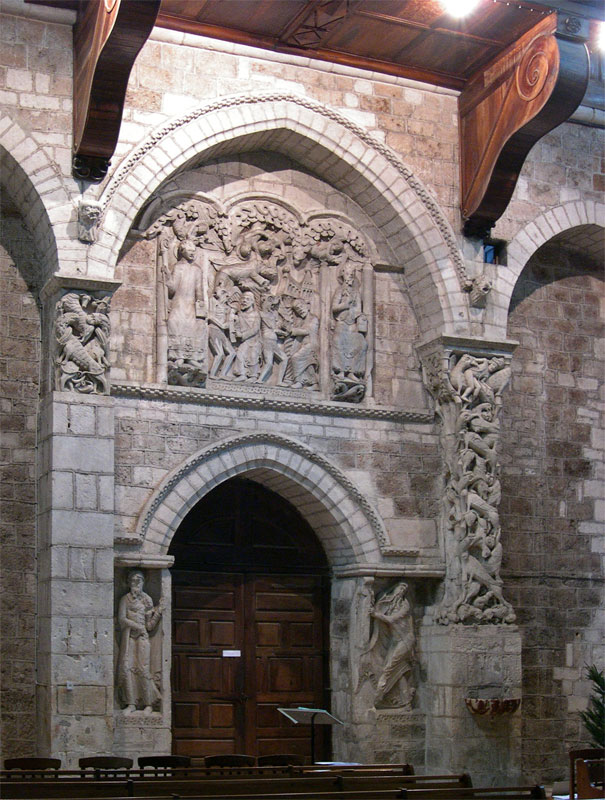
Elements de l'antiga portada

L'origen de l'abadia rau en una donació feta de per Sant Géraud d'Aurillac (855-909), abat d'Orlhac (Cantal), d'unes possessions personals que tenia en aquestes terres. Aquesta donació testamentària feta en el mateix any de la seva mort va constituir el nucli d'una cel·la monàstica que va veure incrementat el seu patrimoni gràcies a altres donacions fetes per la noblesa. El lloc, depenent d'Aurillac, inicialment era conegut com l'Assumpció de Solhac, però més endavant es va anomenar Santa Maria de Solhac. D'acord amb l'orde de la casa mare, Solhac era un establiment benedictí.
Els segles següents foren d'una gran prosperitat, es van aixecar importants construccions monàstiques, sobretot al segle xii. Una vuitantena d'esglésies i priorats en depenien.
Com la majoria d'establiments monàstics, va patir els efectes de la guerra dels Cent Anys (1337-1453), que fins i tot va despoblar la rodalia i es va haver de repoblar (1447).
En el segle xvi l'abadia va passar a estar governada per abats comendataris, elegits fora dels seus murs i sovint amb personatges gents vinculats al cenobi i que no hi residien. Un altre episodi nefast pel cenobi foren les guerres de religió (1562-1598), que l'afectaren greument. Tot el conjunt fou saquejat i incendiat, però l'església va poder resistir els atacs.
El 1632 l'abat Henry de la Mothe Houdancourt va impulsar la seva reconstrucció, que a causa de la seva complexitat s'allargà fins al 1712. A final d'aquell segle va patir els efectes de la revolució, els béns foren venuts, els religiosos expulsats (1790) i l'església dedicada a la Raó.
Va recuperar les seves funcions religioses el 1801, passant a ser la parroquial el 1803. Des de mitjan segle xix hom treballa en la seva restauració.

## L'església

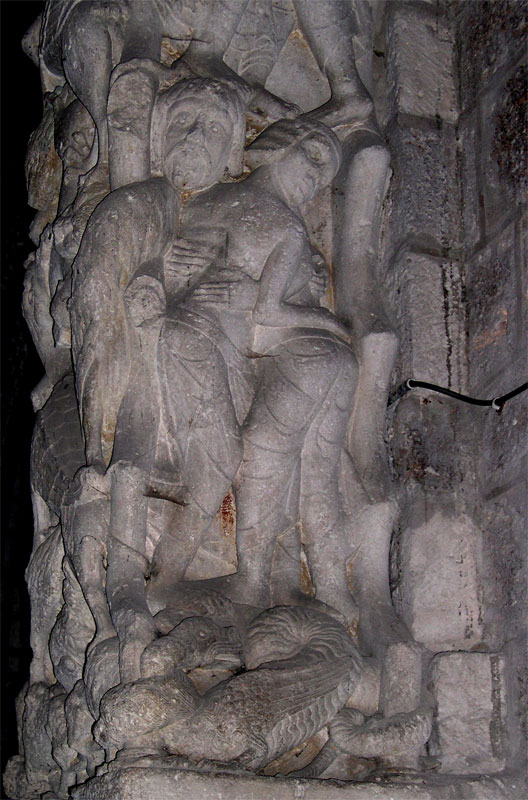
Detall del mainell

Encara es conserva una massissa torre que pertany a la primitiva església de l'època de la fundació (segle x). L'església és un imposant edifici de nau única, amb creuer. La nau es cobreix per dues cúpules rematades per llanternes, un tercera cúpula es troba a l'encreuament de la nau i el transsepte. La capçalera té una sèrie d'absis poligonals, el central amb tres absidioles i els laterals simples. Bona part d'aquesta obra és producte de la restauració del segle xvii.

## El portal
Aquest portal decorat és una de les fites de l'escultura romànica. Quan l'església va patir els efectes de les guerres de religió, aquest va quedar molt afectat, com la resta de l'edifici. Llavors es va traslladar a l'interior, on encara es pot veure. Sobre la porta es troba un gran relleu amb una escena central dedicada al sant Teòfil el Penitent, que va arribar a fer un pacte amb el diable, però que va obtenir el perdó de la Mare de Déu i va acabar canonitzat. Als costats les imatges de sant Benet i de sant Pere.
Un altre element de la portada és la columna del mainell, encastada a la dreta del portal. Es tracta d'una obra mestra de l'escultura i presenta un garbuix de personatges i animals fantàstics.
Als costats de la porta també trobem dos relleus de personatges: els profetes Isaïes i Osees.